# Isabella Fazekas
Isabella Fazekas Jakobsen (født. 24. december 1997) er en kvindelig dansk håndboldspiller, der spiller som venstre back for Holstebro Håndbold. Har tidligere spillet i Nykøbing Falster Håndboldklub og Ajax København.